# Sevenoaks Weald
Sevenoaks Weald – wieś w Anglii, w hrabstwie Kent, w dystrykcie Sevenoaks. Leży 24 km na zachód od miasta Maidstone i 38 km na południowy wschód od centrum Londynu. W 2001 miejscowość liczyła 1474 mieszkańców. We wsi znajduje się dom Long Barn, w którym mieszkali kiedyś m.in. Vita Sackville-West and Harold Nicolson i spotykali się członkowie grupy Bloomsbury.